# Подставка для зонтов
Подставка для зонтов — предмет мебели, предназначенный для хранения зонтов, тростей и палок. Как правило, он размещается у входа в дома, здания, офисы, помещения или в холлах, вестибюлях и коридорах у входа в здания, иногда устанавливается внутри автомобилей. Иногда дополняется вешалкой и зеркалом. Помимо мебельной функциональности, подставка может иметь эстетические функции — быть предметом для украшения помещения. Изготавливается из различных материалов: дерева, пластика, стекла, керамики, металла, алебастра и т. д.
В офисных зданиях использование ограничено дождливыми днями, когда сотрудники и посетители берут с собой зонтики. Они складывают зонтики и размещают их на подставках для зонтов при входе в здание и забирают их с подставок для зонтов при выходе из здания. Функция подставок для зонтов в данном случае состоит в том, чтобы не допустить попадания мокрого зонта в здание и намокание полов помещений.

## Описание
Подставки для зонтов существуют различных форм и типов. Одни могут выглядеть как цилиндрические трубки, среднего размера (30-40 см), куда вставляются зонтики в вертикальном положении. Другие рассчитанные на размещения одновременно нескольких зонтов или более могут имеет множество отверстий для вертикального хранения зонтов или могут быть типа локер для горизонтально хранения зонтов. В общественных помещениях и офисах для безопасности могут быть установлены подставки для зонтов с замками. В подставках для зонтов такого типа зонтики размещены на подставке в вертикальном положении, кончиком вниз, а их ручки заблокированы замком.

## Сумки для зонтов
Более поздний вариант подставки для зонтов, используемый в современных магазинах розничной торговли, представляет собой дозатор сумок для зонтов, который позволяет пользователю вставить зонтик в одноразовый водонепроницаемый пакет при входе в здание, чтобы не намочить пол. Это устраняет необходимость хранения нескольких зонтов или более на подставках для зонтов и устраняет угрозу краж или случайного извлечения чужого зонта. Он размещается на входе в магазины, отели и другие коммерческие здания, где может возникнуть проблема с хранением большого количества зонтов.

## Галерея
- Подставки для зонтов с замком (Япония).
- Старая антикварная подставка для зонтов размещённая в музее (Шри-Ланка).
- Подставка для зонтов с вешалками и зеркалом в отеле Париж в Риу-Гранди, Бразилия.
- Подставка для зонтов с замком в Киотском международном конференц-центре[англ.], Япония.
- Подставка для зонтов из меди и стали компании Cushman, 1891-1892 г., музейный экспонат (США).
- Импровизированная подставка для зонтов из под ящиков для бутылок.